# Mahu Kalan
Mahu Kalan (o Mahukala) è una suddivisione dell'India, classificata come census town, di 8.542 abitanti, situata nel distretto di Sawai Madhopur, nello stato federato del Rajasthan. In base al numero di abitanti la città rientra nella classe V (da 5.000 a 9.999 persone).

## Geografia fisica
La città è situata a 26° 28' 07 N e 76° 42' 37 E.

## Società

### Evoluzione demografica
Al censimento del 2001 la popolazione di Mahu Kalan assommava a 8.542 persone, delle quali 4.469 maschi e 4.073 femmine. I bambini di età inferiore o uguale ai sei anni assommavano a 1.463, dei quali 791 maschi e 672 femmine. Infine, coloro che erano in grado di saper almeno leggere e scrivere erano 5.149, dei quali 3.309 maschi e 1.840 femmine.